# W3C Software Notice and License
La W3C Software Notice and License es una licencia de software libre permisiva utilizados en la programación. Es liberado por la World Wide Web Consortium, usado en Amaya, aceptado para la GNU General Public License.

## Programas usados
- Arena
- Amaya
- Libwww